# Copa de Francia de Ciclismo 2018
La 27.ª edición de la Copa de Francia de Ciclismo de 2018 fue una serie de carreras de ciclismo en ruta que se realizaron en Francia. Comenzó el 28 de enero con el Gran Premio Ciclista la Marsellesa y finalizó el 6 de octubre con el Tour de Vendée.
Formaron parte de la competición las quince pruebas de un día más importantes del calendario francés del UCI Europe Tour 2018, dentro de la categoría 1.1 y 1.HC. Así mismo, forman parte de la clasificación todos los ciclistas que tienen contrato con equipos ciclistas franceses estableciendo un sistema de puntuación en función de la posición conseguida en cada clásica y a partir de ahí se crea la clasificación.

## Sistema de puntos

### Clasificación individual
| Posición | 1  | 2  | 3  | 4  | 5  | 6  | 7  | 8  | 9  | 10 | 11 | 12 | 13 | 14 | 15 |
| Puntos   | 50 | 35 | 25 | 20 | 18 | 16 | 14 | 12 | 10 | 8  | 6  | 5  | 3  | 3  | 3  |

### Clasificación por equipos
| Posición | 1  | 2 | 3 | 4 | 5 | 6 | 7 | 8 | 9 |
| Puntos   | 12 | 9 | 8 | 7 | 6 | 5 | 4 | 3 | 2 |

## Carreras puntuables
| Clasificación | Clasificación    | Clasificación                      | Clasificación       | Clasificación                | Clasificación                        | Clasificación                         |
| Pos.          | Fecha            | Carrera                            | Ganador             | Equipo                       | Líder de la clasificación individual | Líder de la clasificación por equipos |
| ------------- | ---------------- | ---------------------------------- | ------------------- | ---------------------------- | ------------------------------------ | ------------------------------------- |
| 1.º           | 28 de enero      | Gran Premio Ciclista la Marsellesa | Alexandre Geniez    | AG2R La Mondiale             | Alexandre Geniez                     | AG2R La Mondiale                      |
| 2.º           | 18 de marzo      | Gran Premio de Denain              | Kenny Dehaes        | WB-Aqua Protect-Veranclassic | Alexandre Geniez                     | Cofidis                               |
| 3.º           | 24 de marzo      | Clásica de Loire-Atlantique        | Rasmus Quaade       | BHS-Almeborg Bornholm        | Hugo Hofstetter                      | AG2R La Mondiale                      |
| 4.º           | 30 de marzo      | Route Adélie                       | Silvan Dillier      | AG2R La Mondiale             | Hugo Hofstetter                      | AG2R La Mondiale                      |
| 5.º           | 1 de abril       | La Roue Tourangelle                | Marc Sarreau        | Groupama-FDJ                 | Hugo Hofstetter                      | AG2R La Mondiale                      |
| 6.º           | 10 de abril      | París-Camembert                    | Lilian Calmejane    | Direct Énergie               | Hugo Hofstetter                      | AG2R La Mondiale                      |
| 7.º           | 14 de abril      | Tour de Finisterre                 | Jonathan Hivert     | Direct Énergie               | Hugo Hofstetter                      | AG2R La Mondiale                      |
| 8.º           | 15 de abril      | Tro Bro Leon                       | Christophe Laporte  | Cofidis                      | Hugo Hofstetter                      | Cofidis                               |
| 9.º           | 26 de mayo       | Gran Premio de Plumelec-Morbihan   | Andrea Pasqualon    | Wanty-Groupe Gobert          | Hugo Hofstetter                      | Cofidis                               |
| 10.º          | 27 de mayo       | Boucles de l'Aulne                 | Kévin Le Cunff      | Saint Michel-Auber93         | Hugo Hofstetter                      | Cofidis                               |
| 11.º          | 5 de agosto      | Polynormande                       | Pierre-Luc Périchon | Fortuneo-Samsic              | Hugo Hofstetter                      | Cofidis                               |
| 12.º          | 2 de septiembre  | Gran Premio de Fourmies            | Pascal Ackermann    | Bora-Hansgrohe               | Hugo Hofstetter                      | Cofidis                               |
| 13.º          | 9 de septiembre  | Tour de Doubs                      | Julien Simon        | Cofidis                      | Hugo Hofstetter                      | Cofidis                               |
| 14.º          | 23 de septiembre | Gran Premio de Isbergues           | Philippe Gilbert    | Quick-Step Floors            | Hugo Hofstetter                      | Cofidis                               |
| 15.º          | 6 de octubre     | Tour de Vendée                     | Nico Denz           | AG2R La Mondiale             | Hugo Hofstetter                      | Cofidis                               |

## Clasificaciones finales
Clasificaciones a la fecha 06/10/2018

### Individual
| Posición | Ciclista           | Equipo               | Puntos |
| -------- | ------------------ | -------------------- | ------ |
| 1.º      | Hugo Hofstetter    | Cofidis              | 151    |
| 2.º      | Samuel Dumoulin    | AG2R La Mondiale     | 121    |
| 3.º      | Christophe Laporte | Cofidis              | 103    |
| 4.º      | Lilian Calmejane   | Direct Énergie       | 89     |
| 5.º      | Guillaume Martin   | Wanty-Groupe Gobert  | 88     |
| 6.º      | Andrea Pasqualon   | Wanty-Groupe Gobert  | 86     |
| 7.º      | Julien Simon       | Cofidis              | 85     |
| 8.º      | Silvan Dillier     | AG2R La Mondiale     | 74     |
| 9.º      | Kévin Le Cunff     | Saint Michel-Auber93 | 73     |
| 10.º     | Valentin Madouas   | Groupama-FDJ         | 68     |

### Jóvenes
| Posición | Ciclista         | Equipo                      | Puntos |
| -------- | ---------------- | --------------------------- | ------ |
| 1.º      | Hugo Hofstetter  | Cofidis                     | 151    |
| 2.º      | Guillaume Martin | Wanty-Groupe Gobert         | 88     |
| 3.º      | Valentin Madouas | Groupama-FDJ                | 68     |
| 4.º      | Marc Sarreau     | Groupama-FDJ                | 62     |
| 5.º      | Nico Denz        | AG2R La Mondiale            | 50     |
| 6.º      | Pascal Ackermann | Bora-Hansgrohe              | 50     |
| 7.º      | Andrea Vendrame  | Androni Giocattoli-Sidermec | 45     |
| 8.º      | Daniel Hoelgaard | Groupama-FDJ                | 41     |
| 9.º      | Damien Touzé     | Saint Michel-Auber93        | 41     |
| 10.º     | Lennert Teugels  | Cibel-Cebon                 | 35     |

### Equipos
| Posición | Equipo                       | Puntos |
| -------- | ---------------------------- | ------ |
| 1.º      | Cofidis                      | 133    |
| 2.º      | AG2R La Mondiale             | 126    |
| 3.º      | Groupama-FDJ                 | 113    |
| 4.º      | Fortuneo-Samsic              | 97     |
| 5.º      | Saint Michel-Auber93         | 94     |
| 6.º      | Direct Énergie               | 83     |
| 7.º      | Delko Marseille Provence KTM | 64     |
| 8.º      | Team Vital Concept           | 61     |
| 9.º      | Roubaix Lille Métropole      | 53     |